# Porphyridiophyceae
Porphyridiophyceae H.S. Yoon, K.M. Müller, R.G. Sheath, F.D. Ott & D. Bhattacharya, 2006, segundo o sistema de classificação de Hwan Su Yoon et al. (2006), é o nome botânico de uma classe de algas vermelhas unicelulares do subfilo Rhodophytina, filo Rhodophyta.
- Classe nova, não existente nos sistemas de classificações anteriores.

## Táxons inferiores
Ordem: Porphyridiales Kylin ex Skuja, 1939.
Família: Porphyridiaceae Skuja 1939.
Gêneros:
- Porphyridium Nägeli, 1849.
- Erythrolobus J.L. Scott, J.B. Baca, F.D. Ott & J.A. West, 2006.
- Flintiella F.D. Ott in Bourelly, 1970.

- No sistema sintetizado de R.E. Lee (2008) esta classe não foi incluida.